# Amtrak California

De twee Amtrak California-routes: de Pacific Surfliner (groen) en de San Joaquin (blauw). Andere Amtrak-lijnen in Californië zijn in het zwart aangeduid en de Capitol Corridor in het rood.

Amtrak California (reporting mark CDTX) is de merknaam waaronder twee Amtrak-spoorlijnen in de Amerikaanse staat Californië met de steun van die staat en de afdeling spoorwegen van Caltrans worden uitgebaat. Het gaat om de Pacific Surfliner en de San Joaquin. Daarnaast omvat Amtrak California een uitgebreid netwerk aan langeafstandsbussen die door private maatschappijen onder contract worden uitgebaat. Hoewel de Capitol Corridor-spoorlijn niet onder het merk Amtrak California valt, ondersteunt Caltrans die lijn eveneens.